# Freemansundet
Freemansundet is een zeestraat in de Noorse eilandengroep Spitsbergen.
De zeestraat is vernoemd naar de leider van de Muscovy Company, Alderman Ralph Freeman die in 1619 Spitsbergen bezocht.

## Geografie
De zeestraat is zuidwest-noordoost georiënteerd met een lengte van ongeveer 35 kilometer en een breedte van zes kilometer. In het oosten komt de zeestraat uit op de Olgastretet en in het westen op het fjord Storfjorden.
Ten noorden van de zeestraat ligt het eiland Barentszeiland en ten zuiden het eiland Edgeøya.

### Gletsjers
Vanuit Barentszeiland komt de gletsjer Freemanbreen uit op de zeestraat.
Vanuit Edgeøya komen de gletsjers Bergfonna, Langjøkulen en Raundalsfonna via gletsjerrivieren uit op de zeestraat.

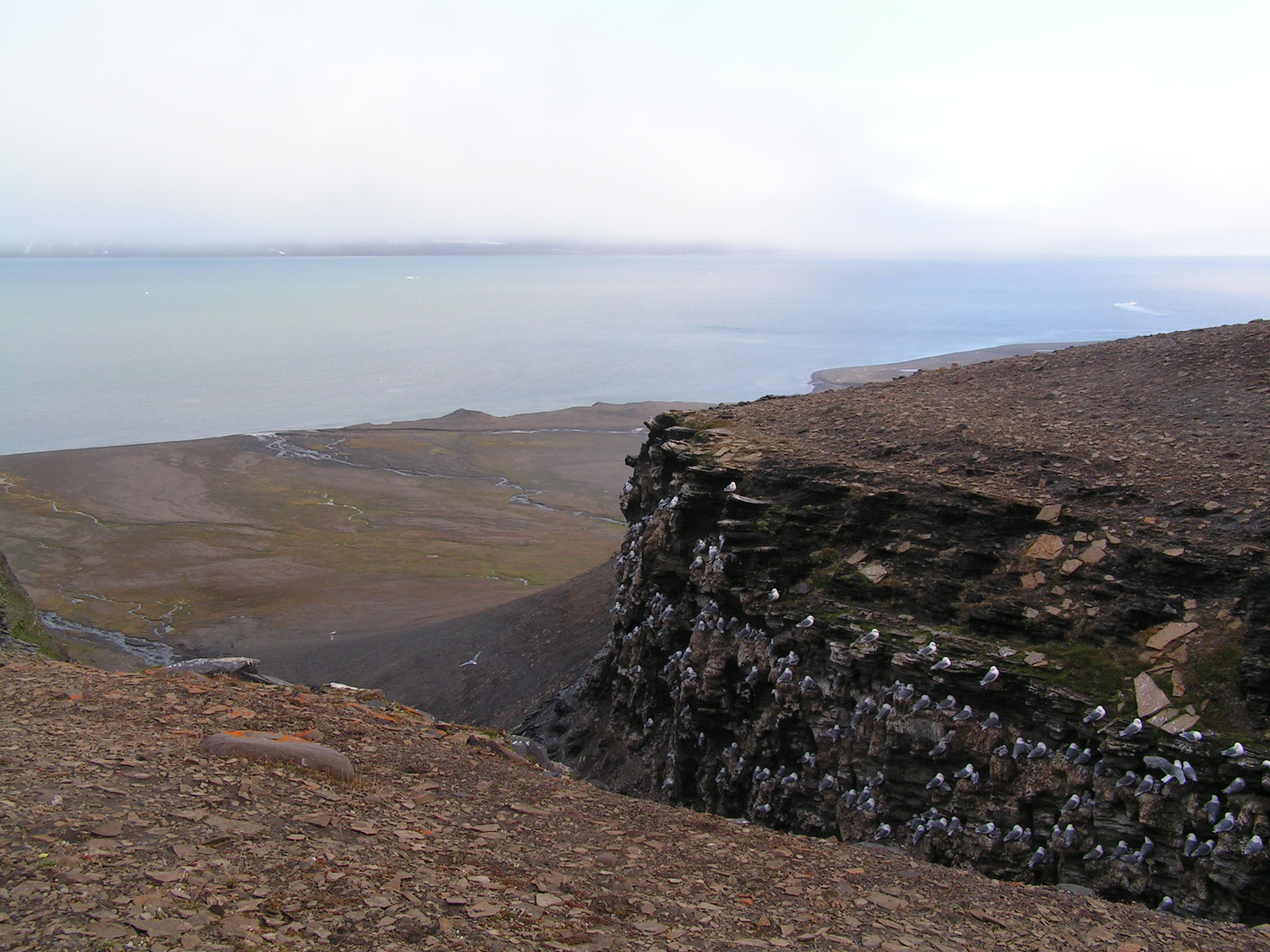